# کروخ‌لار
کروخ‌لار (به لاتین: Korukhlar) یک منطقه مسکونی در جمهوری آذربایجان است که در شهرستان شکی واقع شده است.